# Eufallia unicostata
Eufallia unicostata är en skalbaggsart som först beskrevs av Belon 1887.  Eufallia unicostata ingår i släktet Eufallia och familjen mögelbaggar. Inga underarter finns listade i Catalogue of Life.